# コットベリー号
コットベリー号（コットベリーごう）は、栃木県真岡市がかつて運行していたコミュニティバスである。大越観光バスが運行を受託していた。
2012年10月1日に運行を開始した。
2019年3月をもって路線再編・車両更新の上で真岡市コミュニティバス「いちごバス」に移行となり、廃止された。

## 運賃
- 1回100円 （3歳以上）[1]

## 路線
出典：真岡市「コットベリー号路線図」
- 真岡駅西口 - 真岡工業高校前 - 真岡病院 - 真岡市役所 - 大谷本町 - （高勢町1丁目 - 大谷台町） - 西真岡公園前 - （上高間木1丁目） - 熊倉2丁目 - 白布ヶ丘 - 真岡駅東口 - 真岡駅西口

→方向が右回り、←方向が左回り。